# Рододендрон атлантический
Рододе́ндрон атлантический (лат. Rhododéndron atlanticum) — листопадный кустарник, вид подсекции Pentanthera, секции Pentanthera, подрода Pentanthera, рода Рододендрон (Rhododendron), семейства Вересковые (Ericaceae).
Используется в качестве декоративного садового растения.

## Распространение и экология
В природе встречается в восточной части Северной Америки по побережью Атлантического океана от Делавэра до Южной Каролины. Влажные хвойные леса и открытые равнины, иногда дубовые леса на высотах от 0 до 200 метров над уровнем моря.

## Ботаническое описание

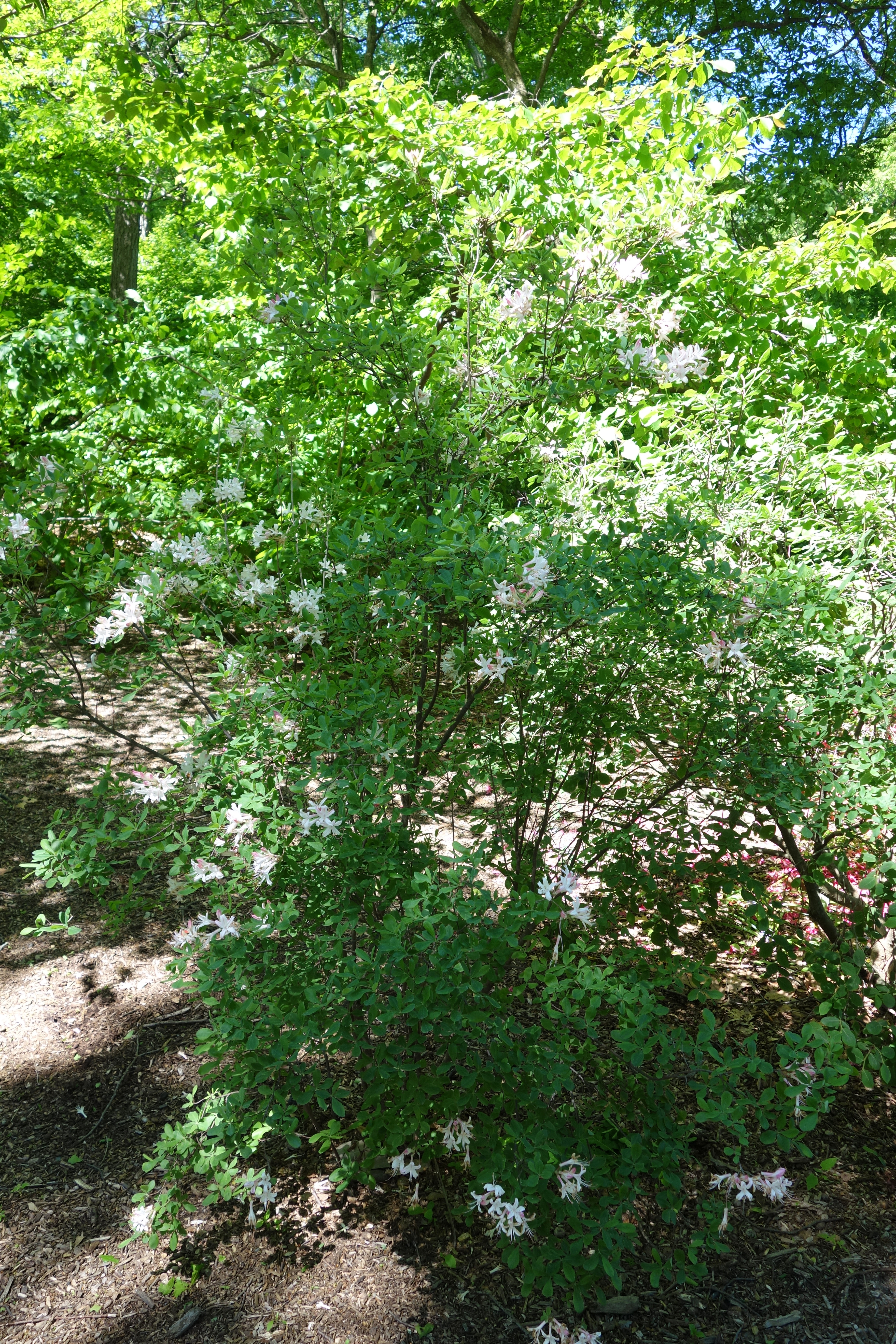
Rh. atlanticum 'Choptank River Strain'
Арнольд арборетум, США

Листопадный, густоветвистый кустарник высотой 0,5—1 м. Годичный прирост 3—4 см. Кора относительно гладкая, светло-коричневая.
Листья обратнояйцевидные, 2—5.5 (—6.5) × 0,8—2 (—3) см, с верхней стороны светло- или сизовато-зеленые и голые, с нижней стороны на жилках слегка волосистые, на конце заострённые.
Соцветия 4—13-цветковые.
Цветоножки 4—15 (—20) мм. Бутоны бело-розовые. Цветки открываются до или вместе с листьями, воронковидные, 23—58 мм, белые с бледно-розоватым оттенком, без пятна на верхней доли, очень ароматные. Тычинок — 5.
Кариотип — 2n = 26.
Известны естественные гибриды с Rhododendron canescens и Rhododendron periclymenoides.
Рододендрон атлантический легко спутать с Rhododendron viscosum, но последний отличается большей высотой куста, более крупными листьями и более поздним цветением (цветы открываются после того, как раскрылись листья).

## В культуре
Живёт около 25 лет. Светолюбив. Почвы предпочитает рыхлые, влажные, песчаные, нейтральные. Подходит для выращивания в Приморье, средней полосе России, её в северо-западных регионах, на Урале и юге Западной Сибири.
Выдерживает зимние понижения температуры до −26 °С.
В ГБС с 1977 года. В 15 лет высота 0,6 м, диаметр кроны 45 см. Цветёт с 8 лет, с начала до середины июня, в течение 12—15 дней. Плодоносит с 10 лет, плоды созревают к 15 октября. Полностью зимостоек, но в особенно суровые годы может подмерзать. Всхожесть семян 30%. Укореняется 40% черенков при обработке стимуляторами корнеобразования.